# Samuel Cosmi
Samuel „Sam“ Cosmi (geboren am 16. Februar 1999 in Humble, Texas) ist ein US-amerikanischer American-Football-Spieler auf der Position des Offensive Tackles. Er spielt für die Washington Commanders in der National Football League. Zuvor spielte er College Football für Texas und wurde vom Washington Football Team in der zweiten Runde im NFL Draft 2021 ausgewählt.

## Frühe Jahre
Cosmi wuchs in Humble, Texas auf und besuchte dort die Atascocita High School. Er wurde als Drei-Sterne-Rekrut ausgezeichnet und entschied sich ursprünglich, für Houston College Football zu spielen. Nachdem der Head Coach Tom Herman von Houston zu Texas wechselte, folgte Cosmi ihm und nahm das Angebot der University of Texas an.

## College
Cosmi nahm in seinem ersten Jahr ein Redshirt und spielte in keinem Spiel. In der darauffolgenden Saison spielte er in 14 Spielen, von denen er die letzten 13 auf Right Tackle startete. 2019 startete er alle 13 Spiele und wurde nach der Saison in das Second-Team All-Big 12 gewählt. Cosmi dachte über eine Anmeldung für den NFL Draft 2020 nach, dennoch entschied er sich, für seine Redshirt Junior Saison zurückzukehren. In der Saison 2020 startete er in acht Spielen, bevor er die restliche Saison aussetzte, um sich auf den NFL Draft 2021 vorzubereiten. Während der Saison konnte er im Spiel gegen West Virginia einen Pass von Sam Ehlinger fangen und diesen für 21 Yards zum Touchdown tragen. Nach der Saison wurde er in das First-Team All-Big 12 gewählt.

## NFL
Cosmi wurde vom Washington Football Team in der zweiten Runde mit dem 51. Pick im NFL Draft 2021 ausgewählt. Am 13. Mai 2021 unterschrieb er einen Vierjahresvertrag.
Vor der Saison wurde er durch überzeugende Leistungen im Trainingscamp zum Starter auf Right Tackle benannt und gab sein NFL-Debüt am ersten Spieltag gegen die Los Angeles Chargers. In Woche 5 zog er sich beim Spiel gegen die New Orleans Saints eine Knöchelverletzung zu und verpasste die nächsten vier Spiele. In Woche 11 kehrte er zurück und verletzte sich beim Spiel gegen die Carolina Panthers abermals. Mit einer Hüftverletzung wurde er dann am 29. November 2021 auf die Injured Reserve List gesetzt. Am 21. Dezember wurde er von dieser wieder aktiviert. Danach spielte er in noch drei Spielen, eins verpasste er verletzungsbedingt.
Am 2. Februar 2022 änderte das Washington Football Team seinen Namen und firmierte fortan als Washington Commanders.